# Tour de la Communauté valencienne féminin
Le Tour de la Communauté valencienne féminin (officiellement Volta a la Comunitat Valenciana Feminas) est une course cycliste d'un jour organisée dans la Communauté valencienne en Espagne. Créée en 2019, elle fait partie du Calendrier international féminin UCI, en classe 1.2. L'épreuve masculine est au calendrier de l'UCI Europe Tour depuis 2005.

## Palmarès
| Année | Vainqueur         | Deuxième          | Troisième             |
| ----- | ----------------- | ----------------- | --------------------- |
| 2019  | Lotte Kopecky     | Alice Barnes      | Nguyễn Thị Thật       |
| 2020  | Marta Bastianelli | Barbara Guarischi | Teniel Campbell       |
| 2021  | Chiara Consonni   | Barbara Guarischi | Élodie Le Bail        |
| 2022  | Marta Bastianelli | Ilaria Sanguineti | Kathrin Schweinberger |
| 2023  | Floortje Mackaij  | Liane Lippert     | Nikola Nosková        |
| 2024  | Cédrine Kerbaol   | Marit Raaijmakers | Federica Piergiovanni |
| 2025  | Linda Zanetti     | Jelena Erić       | Daria Pikulik         |